# Jorge Cuesta
Jorge Luis Cuesta Valdiviezo (Cuenca, 25 febbraio 1992) è un calciatore ecuadoriano, attaccante dell'Unibolivar.

## Carriera

### Club
Ha esordito con il Deportivo Cuenca nel 2010.

### Nazionale
Nel 2011 viene convocato nell'Under-20 per prendere parte al campionato mondiale di calcio Under-20.